# Louis Poirson
 (décembre 2018).
Pour les articles homonymes, voir Poirson.
Louis Poirson, surnommé « Rambo »,,, est un tueur en série et violeur multirécidiviste français, né en septembre 1962 à Manakara (Madagascar). 
L'affaire fait beaucoup de bruit dans les années 2000, lors des aveux successifs de Poirson concernant les assassinats de quatre personnes, entre 1995 et 1999. Il est par ailleurs soupçonné d'avoir déjà tué dans les années 1980, avant sa première incarcération.
Poirson est arrêté une première fois en janvier 1985 et placé en détention pour douze affaires de viols et agressions sexuelles, commises entre mars 1983 et décembre 1984, dans Strasbourg. Dans ses effets personnels est découvert un cliché montrant une femme nue et terrorisée dans un bois, mais ce cliché ne débouche sur aucune piste, Poirson affirmant l'avoir trouvé lors de son service militaire.
Condamné en décembre 1985 à 15 ans de réclusion criminelle, Poirson est finalement libéré en juillet 1994 et s'installe en Île-de-France.
Il est de nouveau incarcéré en juin 1996, après avoir enlevé trois auto-stoppeuses de 15 ans. Condamné à trois ans de prison ferme, Poirson est libéré en juillet 1998.
Il connaît une troisième arrestation, le 19 mai 2000, après avoir enlevé et tenté de violer une femme dans l'une des pièces de la ferme où il travaille. Poirson est de nouveau placé en détention provisoire pour ces faits.
C'est à ce moment-là que deux gendarmes soupçonnent Poirson d'être l'auteur d'un assassinat commis en septembre 1999. Ce dernier est mis en examen en septembre 2000, avant d'être mis en cause de décembre 2000 à février 2001, dans le cadre d'un double assassinat datant d'août 1995, puis d'un autre assassinat commis en avril 1999, ainsi que d'un viol commis en juillet 1998.
Lors de ses gardes à vue, Poirson est très calme et très respectueux des enquêteurs. Il ne reconnait les faits que si les enquêteurs lui soumettent des preuves irréfutables.
Dans un premier temps jugé en septembre 2002, pour le double assassinat de 1995, Poirson est condamné à la réclusion criminelle à perpétuité, innocentant ainsi Michel Villain, fils et frère des deux victimes jusque-là accusé du crime, qui aura été détenu trois ans en prison.
Poirson est de nouveau jugé en février 2005, pour les deux assassinats commis en 1999, le viol de 1998 et l'enlèvement commis en 2000, puis est condamné à la réclusion criminelle à perpétuité assortie d'une période de sûreté de 22 ans.
Bien qu'il ait reconnu avoir tué quatre personnes, le mystère plane toujours sur le fait que Poirson ait fait une cinquième victime. Le cliché de la femme nue et torturée dans un bois, découvert en janvier 1985, a suscité l'ouverture, en 2002, d'une enquête pour « enlèvement et séquestration » ainsi que d'un appel à témoins. Cette enquête n'a cependant rien donné et s'est soldée par un non-lieu.

## Biographie

### Enfance et jeunesse
Louis Poirson naît en septembre 1962 à Manakara (Madagascar), Son père est français, tandis que sa mère est malgache. Les Poirson résident à Madagascar jusqu'en 1966.
Poirson est l'aîné d'une fratrie de quatre et le seul garçon. Il déclare être devenu le souffre-douleur de son père alcoolique qui le bat régulièrement, souvent sans raison, sous l'œil d'une mère passive. Il éprouve par la suite une haine féroce à leur égard. Il est décrit par son entourage — témoins qui se succéderont à ses procès — comme étant un élève « très motivé et agréable à fréquenter », employé « exemplaire », compagnon « prévenant ».
En 1980, Poirson obtient un CAP de navigation. Doté d'une force herculéenne, il devient marinier sur un pousseur du Rhin. Son employeur vantera un travail « efficace et sérieux » et un comportement « exemplaire ».
En 1982, Poirson part effectuer son service militaire, à l'âge de 19 ans. Fasciné par l'armée, il souhaite devenir para-commando, mais ne pourra jamais réaliser son rêve, ni même être un simple parachutiste, en raison d'une fracture au péroné. Poirson est fortement déçu et commence à ressentir des envies de violence. Il détient, à partir de cette période, une photographie représentant une femme nue et terrorisée dans un bois. Cette femme, vraisemblablement âgée d'une soixantaine d'années, semble inanimée, voire morte. De futurs enquêteurs, qui travailleront bien plus tard sur le profil de Poirson, auront la conviction qu'il s'agit de son premier meurtre.

« J'adore l'armée et je voulais devenir para-commando, pour les voyages, le sport et le combat »

— Louis Poirson
Poirson retourne à Strasbourg lorsque son service militaire s'achève. Il est alors âgé de 20 ans.

### Série de viols à Strasbourg
Du 2 mars 1983 au 20 décembre 1984, Poirson commet sept viols et cinq agressions sexuelles (parfois sous la menace d'une arme, certaines de ses victimes faisant l’objet d’un début d’étranglement). Les onze premières agressions se déroulent de nuit, dans un parking souterrain du centre-ville de Strasbourg. Poirson entre dans le parking, se cache derrière un mur, puis se précipite sur la voiture de jeunes femmes seules, avant que celles-ci n'aient le temps de réagir. Les victimes de Poirson sont des jeunes femmes, âgées de 18 à 40 ans. La police et les enquêteurs, travaillant sur cette série de viols et d'agressions, font rapidement le rapprochement entre toutes ces affaires. Plusieurs suspects sont placés en garde à vue, mais sont systématiquement relâchés. Celui que la presse surnomme le « violeur des parkings » reste insaisissable pendant près de deux ans.
Le 20 décembre 1984, Poirson prend en auto-stop une jeune femme à bord de la voiture de sa petite-amie. Il l'emmène dans une forêt à l'écart de Strasbourg puis la viole. Lors de l'agression, la victime relève partiellement la plaque d'immatriculation de la voiture que conduit Poirson, avant que ce dernier ne s'enfuie.
Quelques jours plus tard, les enquêteurs parviennent à établir que la voiture du violeur est une berline Renault 21 beige, immatriculée 6846 TM 78, appartenant à la petite-amie de Louis Poirson.

### Arrestation et première incarcération
Poirson est arrêté en janvier 1985 et placé en garde à vue dans le cadre du dernier viol. Il est également présenté aux onze autres victimes du « violeur des parkings », qui reconnaissent formellement Poirson comme étant leur agresseur. À l'issue de sa garde à vue, Poirson est inculpé de sept viols et de cinq agressions sexuelles et placé en détention provisoire à la prison d'Ensisheim. Il est alors âgé de 22 ans.
Présenté à plusieurs psychiatres, Poirson accuse sa famille de l'avoir mal éduqué et d'avoir fait de lui un violeur. Lorsqu'il évoque l'une de ses sœurs, Poirson déclare n'avoir « jamais pu blairer la grosse, car elle était con comme un manche à balai ». Il dit également que l'armée et son ancien employeur lui ont « baisé la gueule ». À l'égard des autres membres de sa famille, Poirson rétorque : « mon père me filait des raclées et, puisque ça n'a pas marché avec moi, il a dressé les filles autrement ». Lorsqu'on l'interroge sur sa façon de se bagarrer, Poirson répond : « Si je suis énervé, je ne sais pas ce que je fait, je tape dedans, une vraie bête ».
Bien que son comportement puisse paraître comme étant schizophrènique, les experts psychiatres déterminent néanmoins que Poirson est responsable de ses actes et qu'aucune thérapie n'est à envisager.
Le cliché représentant une femme nue et terrorisée dans un bois, est retrouvé dans les affaires personnelles de Poirson. Interrogé par les enquêteurs, ce dernier déclare n'avoir jamais vu cette femme et qu'il s'agit d'un cliché qu'il a simplement trouvé lors de son service militaire. N'étant seulement poursuivi pour viols et agressions sexuelles, Poirson ne sera jamais inquiété pour ce meurtre supposé,.
Poirson comparaît du 2 au 4 décembre 1985, devant la Cour d'assises de Strasbourg. Il est reconnu coupable des 12 affaires de viols et d'agressions sexuelles et condamné à 15 ans réclusion criminelle. Tandis qu'il purge sa peine dans les prisons d'Ensisheim et de Fleury-Mérogis, il entretient une correspondance avec Chantal Vaslet, sa future compagne de 14 ans son aînée. Elle est assistante maternelle et est mère de six filles. 
Poirson est libéré en juillet 1994, après 9 ans et demi de détention. À la suite de sa libération, il déménage en région parisienne pour s'installer avec Chantal et devient tailleur de pierres.

### Double assassinat du champ de Neuilly
Le 30 août 1995, Poirson boit un verre à la terrasse d'un bar. Il savoure ce moment de repos, mais les aboiements d'un chien à proximité l'en empêchent, cela le met en colère. Il marche à travers les champs et se rend au cimetière animalier de Douains pour se venger d'avoir été ainsi importuné. Il brise la vitre du cabanon à outils, en saisit un et s'en sert pour saccager les tombes des animaux. Jeanine Villain, 67 ans, et sa fille Monique, 44 ans, domiciliées à Saint-Vincent-des-Bois, venues se recueillir sur la tombe de leur chienne « Babette », entendent les bruits et le surprennent. Monique le menace d'appeler les gendarmes et lui tient tête. Ne supportant pas cela, il assomme Jeanine et attache Monique, les met dans leur voiture, une BX, et les emporte dans un champ à Neuilly. Il propose à Monique de les relâcher si elles renoncent à le dénoncer, elle refuse. Il étouffe Monique en lui mettant la tête dans un sac plastique et brise la nuque de Jeanine en la frappant avec un bout de bois. Il va chercher un bidon d'essence à La Villeneuve-en-Chevrie à la ferme des Molières où il travaille et revient brûler les corps des deux femmes. Ensuite, il part avec la voiture se promener dans Paris et revient à Mantes-la-Jolie, où il abandonne et incendie la voiture sous un pont de chemin de fer, là où elle sera retrouvée. Il rentre à pied chez lui.
Le 2 septembre 1995, les corps des deux femmes sont retrouvés par des promeneurs. Les enquêteurs dirigent leurs soupçons sur Michel Villain, 40 ans, fils et demi-frère des deux victimes, avec qui il est brouillé depuis une dizaine d'années, mais qui est bénéficiaire d'une énorme somme d'argent en cas de décès de sa famille,. Ce dernier est placé en garde à vue puis relâché, du fait de ses deux alibis.

### Affaire d'enlèvement et ré-incarcération
En juin 1996, Louis Poirson enlève trois auto-stoppeuses de 15 ans à Chaufour-lès-Bonnières et les séquestre dans la ferme à La Villeneuve-en-Chevrie. Elles s'échappent, se rendent au commissariat et désignent la photo de Poirson, présente sur un cliché des services de police. Poirson est arrêté et placé en détention provisoire.
Poirson comparaît en janvier 1997, pour enlèvement en séquestration, et est condamné à trois ans de prison ferme.
Le 10 mars 1998, alors que Poirson est en prison, le fils de Michel Villain est placé en garde à vue dans le cadre du double meurtre, toujours irrésolu, et accuse son père d'avoir tué sa propre mère et sa propre sœur. Michel Villain est arrêté deux jours plus tard puis mis en examen et placé en détention provisoire,. 
Poirson, quant à lui, est libéré le 13 juillet 1998, après avoir effectué deux ans de détention. Lorsqu'il retourne chez sa compagne, de 14 ans son aînée, il apprend que celle-ci lui a fait des infidélités alors qu'il était incarcéré.

### Récidive de viol et autres assassinats
Le 28 juillet 1998, à Douains, Poirson viole Adeline, 20 ans. La jeune fille dépose plainte au commissariat et établit un portrait-robot de son violeur. L'enquête piétine et ne débouche sur aucune piste.
Le 28 avril 1999, Lucie Pham-Ngoc-Bich 73 ans, sort se promener dans la rue, comme elle fait chaque jour. La septuagénaire réside à la maison de retraite A.R.E.P.A rue Frédéric-Chopin, au Val Fourré à Mantes-la-Jolie. Elle est décrite comme étant « déconcertante de naïveté » et est sous tutelle. Louis Poirson, au volant de la voiture de sa compagne, passe près d'elle et lui propose de l'emmener. Elle monte à bord. Peu après, elle lui demande de s'arrêter car elle a envie d'uriner. Dès qu'il peut, il arrête la voiture sur une aire de repos, sort de la voiture et fait descendre Lucie. Il constate alors qu'elle s'est soulagée sur son siège passager. Furieux, il la pousse violemment, elle tombe et est assommée. Il la remet dans la voiture et l'emporte à La Villeneuve-en-Chevrie dans la ferme où il travaille. Ils se disputent à nouveau, il l'étrangle, puis transporte son corps derrière la ferme jusqu'à la lisière du champ à Chaufour-lès-Bonnières et l'enterre.
Le 3 septembre 1999, Charlotte Berson, veuve de 79 ans, part se promener dans la campagne près de chez elle à Pacy-sur-Eure, comme elle fait chaque jour. Louis Poirson, au volant de la voiture de sa compagne, passe près d'elle, s'arrête en lui bloquant le passage. Il lui propose de l'emmener en voiture. Elle refuse catégoriquement et frappe sur le capot de la voiture pour qu'il dégage le passage. Il craint qu'elle ait abimé la voiture en frappant ainsi dessus, il en sort furieux et pousse Charlotte violemment, qui tombe sur une pierre et est assommée. Il la met dans la voiture et l'emporte à La Villeneuve-en-Chevrie où il l'étrangle. Il la remet dans la voiture et dissimule son corps nu dans un fourré à Chaussy. Il verse de l'acide chlorhydrique sur son visage et ses mains dans l'espoir d'empêcher son identification. La famille de Charlotte signale sa disparition. 
Le 3 octobre 1999, deux chasseurs découvrent le cadavre. Le corps de la victime est en état de décomposition avancée et porte encore sa montre au poignet. Elle est identifiée quelques jours plus tard grâce au numéro de série inscrit sur la broche qu'elle a dans le poignet gauche. La famille reconnait sa montre. Thierry Aspinori et Daniel Roussette enquêtent sur cette affaire d'homicide. Ces derniers pensent que Mme Berson a été séquestrée environ deux semaines avant que son corps soit abandonné, car l'acide a retardé l'installation et le développement des insectes nécrophages. L'étude du bol alimentaire au cours de l'autopsie, conclut que Charlotte a été tuée le jour de sa disparition, et contredit les observations de l'analyse entomologique.
Lors de l'enquête, Aspinori et Roussette avancent la possibilité que l'assassinat de Charlotte Berson puisse être lié à d'autres affaires d'homicides. Ces derniers tombent sur le double assassinat de Monique et Jeanine Villain, perpétré quatre ans plus tôt, mais se voient contraints d'abandonner — à ce stade — cette piste car Michel Villain est déjà mis en examen et détenu dans cette affaire.

### Affaire de séquestration, nouvelle incarcération et enquête pour assassinat
Dans la matinée du 19 mai 2000, Adèle, 38 ans, prend le train à Paris pour rentrer chez elle à Vernon. Elle s'est trompée de train et elle est contrainte de descendre à Mantes-la-Jolie. Elle est contrariée, car elle a rendez-vous à l'école où est scolarisé son fils. Elle se dirige vers un arrêt de bus, pour prendre un car pour Vernon. Louis Poirson, au volant de sa voiture, passe près d'elle et lui propose de l'emmener à Vernon. Mais avant, il doit passer sur son lieu de travail pour déposer les cartons qui sont dans le coffre de la voiture. Arrivés à la ferme à La Villeneuve-en-Chevrie, il sort de la voiture, ouvre le coffre, puis ouvre la portière passager et menace Adèle avec un couteau. Il l'oblige à descendre de la voiture en criant. Il lui attache les mains dans le dos et l'entraine dans un des bâtiments de la ferme en travaux. Dans la lutte, la montre d'Adèle tombe au pied des escaliers. Il la fait monter dans une petite pièce du premier étage où il n'y a qu'un vieux matelas sur le sol. Il la bâillonne, la ligote fermement et la laisse ici. Il descend travailler dans son atelier. Lorsque sa patronne arrive, elle est étonnée de trouver cette montre de femme. Elle monte et trouve Adèle. Elle va voir Poirson et lui demande ce que cela signifie. Il lui répond qu'il sait qu'il y a une femme attachée au premier étage, que c'est lui qui l'a enlevée et qu'il va la ramener chez elle. Paniqué, il détache Adèle et lui dit qu'il la ramène chez elle en voiture. La patronne lui téléphone alors qu'il conduit. Elle lui dit qu'elle a averti la gendarmerie par téléphone. Elle lui ordonne d'y aller après avoir déposé Adèle chez elle. Arrivés à Vernon, il présente ses excuses à Adèle, puis il va à Bonnières-sur-Seine se constituer prisonnier à la gendarmerie. 
Le 21 mai 2000, Poirson est mis en examen pour enlèvement et séquestration et placé en détention provisoire à la Prison de Bois-d'Arcy. Lorsque l'arrestation de Poirson parvient au capitaine Daniel Roussette, qui butte sur l'assassinat de Charlotte Berson, ce dernier se penche sur la personnalité du mis en examen et découvre qu'il a déjà été condamné pour viols, agressions sexuelles et enlèvements. Roussette décide donc d'enquêter sur Poirson, aux côtés de Thierry Aspinori.
Lors de leur enquête, Aspinori et Roussette interrogent la patronne de Poirson. Elle reconnaît ne jamais se trouver dans la ferme entre 12h et 14h et y laisser seul Poirson, ignorant ce que ce dernier fait au cours de ses absences. De plus, la patronne de Poirson affirme que ce dernier à l'habitude de se rendre à Pacy-sur-Eure — lieu où disparaît Mme Berson — pour y chercher son déjeuner. Un troisième élément intriguant les deux enquêteurs est la pièce dans laquelle a été retenue Adèle, pouvant correspondre à une éventuelle séquestration de Mme Berson post-mortem et expliquer les contradictions entre l'autopsie et l'analyse entomologique.

### Première mise en examen pour assassinat
Le 14 septembre 2000, Poirson est extrait de la prison de Bois-d'Arcy et placé en garde à vue, dans le cadre de l'assassinat de Charlotte Berson. Lorsque débute son interrogatoire, Poirson reste stoïque et impassible, surprenant Thierry Aspinori qui l'interroge sur ces faits. Le gendarme brandit une photo de Charlotte Berson à Poirson, qu'il ne regarde quasiment pas et dont il affirme ne pas connaître. S'apercevant que Poirson n'a pas la conscience tranquille, lors de sa confrontation à un cliché de Mme Berson, le gendarme Aspinori décide d'évoquer la possibilité que sa compagne puisse être inquiétée si sa voiture avait été utilisée au moment de l'assassinat. Déstabilisé par le fait que sa compagne pourrait être inquiétée à tort, Poirson donne une première version des faits, déclarant avoir découvert le corps de Charlotte Berson dans sa ferme et aurait cherché s'en débarrasser, du fait de ses antécédents judiciaires. Cette version ne convainc aucunement le gendarme Aspinori, qui contredit les dires de Poirson. C'est au dernier jour de sa garde à vue que Poirson avoue avoir croisé le chemin de Mme Berson. Poirson reconnaît s'être arrêté en voyant la vieille dame marcher, mais déclare avoir été agacé par le fait que Mme Berson tapote sur le capot de la voiture de sa compagne. Il avoue avoir poussé la vieille dame sur la route, puis l'avoir chargée dans le coffre de la voiture, avant de se rendre à la ferme pour l'étrangler à mort car elle ressemblait à sa mère. Après avoir tué la vieille dame, Poirson avoue avoir de nouveau chargé son corps, avant de l'abandonner dans un bois et de l'asperger d'acide chlorhydrique, dans le but d'effacer ses empreintes et de retarder l'identification de la victime,.
Le 16 septembre 2000, Poirson est mis en examen pour assassinat à l'encontre de Charlotte Berson et retourne à la Prison de Bois-d'Arcy. Il y est de nouveau extrait dans la foulée dans le cadre d'une reconstitution. Lorsque Poirson réitère ses faits et gestes, en compagnie de la famille de la victime, les enquêteurs Aspinori et Roussette sont même contraints de freiner ce dernier, lorsqu'il s'apprête à jeter dans la voiture la femme jouant le rôle de Mme Berson. À la fin de cette reconstitution, Poirson demande à toutes les personnes présentes pourquoi il n'est pas applaudi, et indiquant qu'il est « un très bon acteur », choquant ainsi la famille de Mme Berson. Lorsque Thierry Aspinori et Daniel Roussette reprennent la route avec Poirson, pour le ramener à la Prison de Bois-d'Arcy, ces derniers lui demandent s'il a « libéré sa conscience », lequel répond en demandant : « quelle conscience ? ». Intrigués par la réponse de Poirson, Roussette et Aspinori demeurent convaincus que ce dernier a commis d'autres meurtres et assassinats.
Dans le but de trouver d'autres victimes de Poirson, Roussette et Aspinori se replongent alors dans un dossier vieux de cinq ans, qu'il avaient évoqués l'année précédente : le double assassinat de Monique et Jeanine Villain. En effet, il y a déjà un autre individu mis en examen pour cette affaire, mais le fait que Poirson soit en prison pour assassinat fait de lui un éventuel suspect, d'autant plus que les corps des deux victimes ont été découverts à proximité de la résidence de ce dernier.

### Autres mises en examen pour assassinats et pour viol
Le 13 décembre 2000, Poison est de nouveau extrait de la Prison de Bois-d'Arcy, dans le cadre du double assassinat de Monique et Jeanine Villain. Toujours calme, Poirson nie son implication au départ, mais finit par reconnaître avoir tué les deux femmes, du fait qu'il trouvait insupportable que l'on puisse dépenser autant d'argent pour une pierre tombale et pleurer autant un chien, tandis que l'on « pleure » beaucoup moins pour lui. Au terme de sa garde à vue, Poirson est mis en examen pour assassinats à l'encontre de Monique et Jeanine Villain puis retourne en détention, à la Prison de Bois-d'Arcy.
Dans la foulée des aveux de Poirson, Michel Villain est libéré de prison, le 21 décembre 2000, après deux ans et neuf mois de détention provisoire. Poirson, de son côté, est toujours gardé à l'œil par Roussette et Aspinori, qui enquêtent sur des bijoux retrouvés au domicile du couple Poirson-Vaslet, et qui s'avèrent ne pas appartenir à Chantal Vaslet. La famille de Charlotte Berson est interrogée, mais ne reconnait pas non-plus les bijoux retrouvés chez Poirson.
C'est en fouillant dans un autre dossier, concernant la disparition de Lucie Pham-Ngoc-Bich, que les deux enquêteurs décident de se pencher sur cette dernière affaire et interrogent Françoise Maricourt, conseillère sociale, qui reconnait le bracelet de la vieille dame.
Poirson est de nouveau extrait, le 22 janvier 2001, dans le cadre de la disparition de Lucie Pham-Ngoc-Bich. Lorsqu'on lui présente les bijoux de la vieille dame disparue, Poirson déclare les avoir découverts par hasard. Le gendarme Aspinori avance alors l'hypothèse que Chantal pourrait également être inquiétée si sa voiture avait été utilisée pour aborder Mme Pham. Poussé dans ses retranchements, Poison reconnaît avoir tué la vieille dame. Il explique l'avoir abordée sur une route de Mantes-la-Jolie sans la contraindre à monter. Il déclare l'avoir tuée car cette dernière a uriné sur la place passager avant. Poirson avoue avoir enterré le corps de la vieille dame derrière la ferme, à Chaufour-lès-Bonnières, lequel est retrouvé dès le 23 janvier 2001.
Le 24 janvier 2001, Poirson est de nouveau mis examen pour assassinat, à l'encontre de Lucie Pham-Ngoc-Bich, et retourne en détention. 
La journaliste Michèle Fines, effectuant un reportage sur une enquête de gendarmerie, filme cette garde à vue de Louis Poirson, que la presse surnomme dès lors le « tailleur de pierres » et « Rambo ». Après la découverte du corps de Mme Pham, Michèle Fines interroge en premier lieu Poirson sur son enfance et sa haine à l'égard de ses parents,. 

« Mes parents, j'en ai rien à secouer. Honnêtement, avec ma frangine on s'est promis que, le jour où il en a un qui meurt, on s'achète une bouteille de champagne et on le boit sur leur tombe. À vous dire à quel point ça en est. J'en ai rien à secouer. Le vieux, il tapait tout le temps, pour un oui ou pour un non, et la vieille, elle ne disait rien. Elle laissait faire, c'est tout. »

— Louis Poirson
Michèle Fines interroge ensuite Poirson sur ses crimes, lui demandant s'il éprouve des remords à l'égard de ses victimes.

« Des remords, j'en ai c'est sûr. Je ne réfléchis pas à ce moment-là. Dangereux, ça dépend à quel degré on peut penser ça. Pour la société on va dire que je suis dangereux, c'est sûr. Mais, pour moi, non. J'ai eu trois cas qui sont tombés. On peut penser ce que je veux, ça n'aurait jamais dû arriver. On peut penser ce qu'on veut, ça n'aurait jamais dû arriver. C'est par bêtise humaine. Mais c'est ma bêtise à moi qui a pris le dessus, c'est tout. »

— Louis Poirson
Poirson est également interrogé, en février 2001, dans le cadre du viol d'Adeline, en 1998. Présenté à la victime, cette dernière le reconnaît formellement lors d'un tapissage. Lors de sa garde à vue pour ces faits, Poirson nie fermement avoir violé la jeune femme, avant de reconnaître de nouveau sa participation. Poirson est mis en examen pour viol en état de « récidive légale ». Incarcéré à la Prison de Bois-d'Arcy depuis son arrestation, Poirson est transféré à la Prison de la Santé.
Le 4 février 2002, l'instruction concernant le double assassinat de Monique et Jeanine Villain s'achève : Poirson est renvoyé devant la cour d'assises de l'Eure pour assassinats, tandis que Michel Villain bénéficie d'un non-lieu.
Poirson est de nouveau renvoyé devant les assises, en juillet 2002, pour les assassinats de Lucie Pham-Ngoc-Bich et de Charlotte Berson et pour le viol d'Adeline et l'enlèvement et la séquestration d'Adèle.

### Une cinquième victime?
Depuis les mises examen de Poirson pour des faits d'assassinats, les gendarmes Aspinori et Roussette s'intéressent dès lors au cliché présentant une femme nue et visiblement torturée dans un bois, que d'anciens enquêteurs avaient retrouvé chez-lui lors de sa première arrestation, en janvier 1985.
Une enquête est ouverte, en 2002, pour « enlèvement et séquestration ». Un appel à témoins est également lancé afin de recueillir un témoignage permettant d'identifier la femme présente sur le cliché, vieux d'une vingtaine d'années environ. La diffusion du cliché ne donne toutefois aucune avancée dans l'enquête, du fait de son ancienneté et de sa qualité. À défaut d'identifier cette femme et de la relier à Poirson, l'enquête se solde par une ordonnance de non-lieu.
Malgré le non-lieu, Roussette et Aspinori sont convaincus que la femme nue et torturée dans un bois est une autre victime de Poirson, que ce dernier aurait tuée durant sa jeunesse, vers le début des années 1980,.

### Premier jugement
Le 23 septembre 2002, le procès de Poirson débute à la cour d'assises de l'Eure à Évreux pour le double assassinat de Jeanine et Monique Villain,,. Aude Le Guilcher est l'avocate générale. Vincent Picard est l'avocat de Michel Villain. La défense de Louis Poirson est assurée par Guylène Grimault.
Lors de ce premier procès, Poirson réitère ses aveux. Sa compagne Chantal, qui témoigne à la barre, affirme n'avoir jamais eu de problème avec Poirson, qu'elle décrit comme un compagnon « aimant » et « prévenant ». Michel Villain, qui a désormais 47 ans, fait face à ce procès dans le but d'être réhabilité. Pour expliquer le double crime, Poirson avoue ne pas avoir supporté que l'on puisse faire « un tel tralala pour un chien mort » et que « la pierre, ça coûte cher ». Il déclare que cela est lié à sa « bêtise humaine qui a pris le dessus ».
Dans son réquisitoire, Aude Le Guilcher requiert la réclusion criminelle à perpétuité, demandant aux jurés une période de sûreté de 22 ans, afin de « juger l'auteur d'un crime odieux » contre « des victimes qui n'ont eu qu'un seul tort, d'agacer et d'irriter Louis Poirson ». 
Poirson est condamné, le 24 septembre 2002, à la réclusion criminelle à perpétuité,,,.

### Second jugement
Le 2 février 2005, le procès de Louis Poirson débute à la cour d'assises des Yvelines à Versailles pour les assassinats de Lucie Pham-Ngoc-Bich et de Charlotte Berson et pour le viol d'Adeline et l'enlèvement et la séquestration d'Adèle. Marie-Thérèse de Givry est l'avocate générale. Emmanuel Daoud est l'avocat de la famille Berson. La défense de Poirson est assurée par Sophie Gourmelon.
Lorsque s'ouvre son procès, Poirson est âgé de 42 ans. Il apparaît blasé et ne réagit pas lorsque viennent à la barre les victimes survivantes ou les familles de victimes. Pour tenter d'humaniser son client, Me Sophie Gourmelon évoque l'enfance de Poirson, en racontant une mère ne l'ayant jamais protégé lorsque son père le battait. Interrogé à ce sujet, Poirson affirme être convaincu que ses parents ne l'ont jamais aimé. Son discours n'émeut toutefois pas la Cour, qui précise qu'aucune maltraitance particulière ne figure dans son passé.
Bien qu'il ne parle presque pas, Poirson reconnaît les faits d'assassinats, de viol, d'enlèvement et de séquestration qui lui sont reprochés. L'accusé est également interrogé par la présidente de la cour d'assises, qui lui demande s'il a commis d'autres crimes qui ne figurent pas dans le dossier. Poirson ne répond cependant pas à cette question, laissant ainsi convaincu un grand nombre de personnes qu'il a pu commettre d'autres meurtres et assassinats.
L'avocate générale, Marie-Thérèse de Givry, requiert une peine de réclusion criminelle à perpétuité, en demandant 22 ans de période de sûreté, mettant en avant une dangerosité évidente chez Poirson.
Poirson est condamné, le 4 février 2005, à la réclusion criminelle à perpétuité, assortie d’une période de sûreté de 22 ans.
Accessible à une libération conditionnelle en mai 2022, Poirson reste cependant toujours incarcéré à cette date.

## Liste des victimes connues
| Les faits        | Les faits              | Identité             | Âge | Découverte       | Découverte               |
| Date             | Lieu                   | Identité             | Âge | Date             | Lieu                     |
| ---------------- | ---------------------- | -------------------- | --- | ---------------- | ------------------------ |
| 30 août 1995     | Douains                | Jeanine Villain      | 67  | 2 septembre 1995 | Neuilly (Eure)           |
| 30 août 1995     | Douains                | Monique Villain      | 44  | 2 septembre 1995 | Neuilly (Eure)           |
| juin 1996        | Chaufour-lès-Bonnières | auto-stoppeuse       | 15  | juin 1996        | La Villeneuve-en-Chevrie |
| juin 1996        | Chaufour-lès-Bonnières | auto-stoppeuse       | 15  | juin 1996        | La Villeneuve-en-Chevrie |
| juin 1996        | Chaufour-lès-Bonnières | auto-stoppeuse       | 15  | juin 1996        | La Villeneuve-en-Chevrie |
| 28 juillet 1998  | Douains                | Adeline              | 20  | 28 juillet 1998  | Douains                  |
| 28 avril 1999    | Mantes-la-Jolie        | Lucie Pham-Ngoc-Bich | 73  | 23 janvier 2001  | Chaufour-lès-Bonnières   |
| 3 septembre 1999 | Pacy-sur-Eure          | Charlotte Berson     | 79  | 3 octobre 1999   | Chaussy                  |
| 19 mai 2000      | Mantes-la-Jolie        | Adèle                | 38  | 19 mai 2000      | La Villeneuve-en-Chevrie |

## Articles de presse
- « Le meurtrier avoue un an après » Article publié le 20 septembre 2000 dans Le Parisien.
- « Les trois meurtres gratuits du tailleur de pierre » Article de Stéphane Albouy publié le 15 décembre 2000 dans Le Parisien.
- « Un tueur en série passe aux aveux » Article publié le 24 janvier 2001 dans Libération.
- « Plongée dans le terrible passé du tueur en série » Article de Stéphane Albouy publié le 30 mai 2002 dans Le Parisien.
- « Les explications surréalistes du tailleur de pierre » Article de Frédéric Vézard publié le 24 septembre 2002 dans Le Parisien.
- « Casseur de cailloux et briseur de vies » Article de Patricia Tourancheau publié le 24 septembre 2002 dans Libération.

## Documentaires télévisés
: document utilisé comme source pour la rédaction de cet article.
- « Louis Poirson, le tailleur de pierres » en septembre 2007 et septembre 2008 dans Faites entrer l'accusé présenté par Christophe Hondelatte sur France 2.
- « L'affaire Poirson, confessions d'un tueur » le 29 décembre 2010 dans Enquêtes criminelles : le magazine des faits divers sur W9.
- « Louis Poirson, l'assassin de vieilles dames » le 28 novembre 2012, 11 et 21 janvier, 10, 15 et 23 octobre, 1er, 8 et 9 novembre 2013 et 26 juin 2015 dans Stéphane Bourgoin raconte sur Planète+ Justice.
- « Affaire Louis Poirson, colères meurtrières » le 13 avril 2024 dans Au bout de l'enquête, la fin du crime parfait ? sur France 2.

## Émissions radiophoniques
- « L'affaire Louis Poirson, le tailleur de pierres » le 22 octobre 2013 dans L'Heure du crime de Jacques Pradel sur RTL.
- « Louis Poirson, le tailleur de pierres » le 9 septembre 2016 dans Hondelatte raconte de Christophe Hondelatte sur Europe 1.
- « Louis Poirson, la brute épaisse qui tue sans raison » le 26 octobre 2024 dans Crime story de Damien Delseny et Clawdia Prolongeau sur Le Parisien.